# Paris-Roubaix 1987
La 85e édition de la course cycliste Paris-Roubaix a eu lieu le 12 avril 1987 et a été remportée par le Belge Eric Vanderaerden. L'épreuve comptait 264 kilomètres.

## Classement final
|    | Cycliste                   | Équipe        | Temps           |
| -- | -------------------------- | ------------- | --------------- |
| 1  | Eric Vanderaerden          | Panasonic     | 7 h 18 min 03 s |
| 2  | Patrick Versluys           | AD Renting    | + 0 s           |
| 3  | Rudy Dhaenens              | Hitachi       | + 0 s           |
| 4  | Jean-Philippe Vandenbrande | Hitachi       | + 2 s           |
| 5  | Edwig Van Hooydonck        | Superconflex  | + 1 min 54 s    |
| 6  | Bruno Wojtinek             | Z-Peugeot     | + 2 min 37 s    |
| 7  | Marc Sergeant              | Lotto         | + 2 min 37 s    |
| 8  | Nico Verhoeven             | Superconflex  | + 2 min 37 s    |
| 9  | Bruno Leali                | Carrera Jeans | + 2 min 37 s    |
| 10 | Martial Gayant             | Système U     | + 3 min 04 s    |